# Vérargues
Vérargues (okzitanisch Verargas) ist eine Ortschaft und eine Commune déléguée in der französischen Gemeinde Entre-Vignes mit 741 Einwohnern (Stand: 1. Januar 2022) im Département Hérault in der Region Okzitanien. Die Einwohner werden Vérarguois genannt.
Die Gemeinde Vérargues wurde am 1. Januar 2019 mit Saint-Christol zur Commune nouvelle Entre-Vignes zusammengeschlossen. Sie gehörte zum Arrondissement Montpellier und zum Kanton Lunel.

## Geografie
Vérargues liegt etwa 21 Kilometer ostnordöstlich von Montpellier. Umgeben wurde die Gemeinde Vérargues von den Nachbargemeinden Saint.Christol im Norden und Westen, Saint-Sériès im Nordosten, Saturargues im Osten sowie Lunel-Viel im Süden.

## Bevölkerungsentwicklung
| 1962                       | 1968 | 1975 | 1982 | 1990 | 1999 | 2006 | 2017 |
| -------------------------- | ---- | ---- | ---- | ---- | ---- | ---- | ---- |
| 178                        | 308  | 348  | 291  | 524  | 446  | 665  | 747  |
| Quellen: Cassini und INSEE |      |      |      |      |      |      |      |

## Sehenswürdigkeiten
- Kirche Sainte-Agathe aus dem 19. Jahrhundert
- Schloss La Devèze aus dem 17. Jahrhundert, Monument historique
- Schloss Le Pouget
- Schloss und Domäne Vérargues

## Temperaturrekord
Am  28. Juni 2019 wurden in Vérargues 46 °C gemessen, was zu diesem Zeitpunkt französischer Temperaturrekord war (Météo-France).